# Norbert Morciniec
Norbert Morciniec (ur. 4 czerwca 1932 w Opolu) – polski wykładowca akademicki, germanista, niderlandysta, profesor nauk humanistycznych, profesor zwyczajny Uniwersytetu Wrocławskiego. Twórca pierwszych w Polsce studiów akademickich w dziedzinie niderlandystyki. 

## Życiorys
W 1955 ukończył studia magisterskie na kierunku filologia germańska na Uniwersytecie Wrocławskim. Po studiach pracował przez dwa lata na stanowisku asystenta w Katedrze Językoznawstwa Ogólnego Uniwersytetu Wrocławskiego, a następnie w Instytucie Filologii Germańskiej, przechodząc wszystkie szczeble naukowe od starszego asystenta aż do profesora zwyczajnego. Stopień doktora nauk humanistycznych z zakresu językoznawstwa germańskiego uzyskał na Wydziale Filologicznym Uniwersytetu Wrocławskiego w roku 1961. W latach 1966–1967 odbył staż naukowy w Instytucie Filologii Niderlandzkiej Uniwersytetu w Amsterdamie (Stedelijke Universiteit). W 1968 habilitował się z zakresu językoznawstwa niemieckiego i niderlandzkiego. Tytuł profesora nadzwyczajnego uzyskał w 1975, a tytuł profesora zwyczajnego w 1983.
Na Uniwersytecie Wrocławskim pełnił kolejne funkcje: kierownika Katedry Języka Niemieckiego i Niderlandystyki, prodziekana Wydziału Filologicznego, prorektora Uniwersytetu do spraw nauki, dyrektora Instytutu Filologii Germańskiej. Współorganizował Katedrę Filologii Germańskiej Uniwersytetu Śląskiego w Katowicach (pierwszy jej kierownik) oraz Katedrę Filologii Germańskiej Uniwersytetu Opolskiego.
W latach 2012–2013 pełnił funkcję dziekana Wydziału Neofilologii Wyższej Szkoły Filologicznej we Wrocławiu, a od 2013 r. pełni funkcję rektora tejże uczelni.

## Wybrane publikacje
Dorobek naukowy Norberta Morcińca obejmuje ponad 120 publikacji, w tym 15 książek (monografie, podręczniki, słowniki). Do najważniejszych należą książki:
- Die nominalen Wortzusammensetzungen in den westgermanischen Sprachen. Prace WTN. Seria A. Nr. 99, Wrocław 1964.
- Distinktive Spracheinheiten im Niederländischen und Deutschen. Prace WTN Seria A. Nr. 123, Wrocław 1968.
- Zarys niemieckiej intonacji zdaniowej. Wydawnictwo Uniwersytetu Wrocławskiego, Wrocław 1979, 4. wyd. 1995.
- Podręcznik wymowy niemieckiej (współautor Stanisław Prędota). PWN Warszawa 1982, 6. wyd. 2005.
- Historia literatury niderlandzkiej (współautor Dorota Morciniec). Ossolineum, Wrocław 1985.
- Das Lautsystem des Deutschen und des Polnischen. J. Groos Verlag, Heidelberg 1990.
- Nederlands-Pools, Pools-Nederlands Woordenboek. Kluwer-Verlag, Deventer 1993.
- Kontrastive Phonemik deutsch-niederländisch. Acta Universitatis Wratislaviensis Nr. 1491, Wrocław 1994.
- Gramatyka Języka Niderlandzkiego. Wydawnictwo Uniwersytetu Wrocławskiego, Wrocław 2001.
- Vita in Linguis. Schriften zur Germanistik und Niederlandistik, Oficyna Wydawnicza ATUT, Wrocław 2012.
- Gramatyka kontrastywna. Wprowadzenie do niemiecko-polskiej gramatyki kontrastywnej. Wydawnictwo Wyższej Szkoły Filologicznej we Wrocławiu, Wrocław 2014.
- Historia Języka niemieckiego. Wydawnictwo Wyższej Szkoły Filologicznej we Wrocławiu. Wrocław 2015.
- Historia języka niderlandzkiego. Wydawnictwo Wyższej Szkoły Filologicznej we Wrocławiu. Wrocław 2017
- Wprowadzenie do językoznawstwa niemieckiego. Oficyna Wydawnicza ATUT, Wrocław 2020.
- Historia Języka niemieckiego. Oficyna Wydawnicza ATUT, Wrocław 2021.
- Ciekawostki języka niemieckiego nie tylko dla germanistów. Oficyna Wydawnicza ATUT, Wrocław 2023.
- Słownik terminologii gramatycznej niemiecko-polski. Lexikon grammatischer Fachausdrücke deutsch-polnisch.                                                    Oficyna Wydawnicza ATUT, Wrocław 2023.

## Członkostwo w stowarzyszeniach naukowych
- Polskie Towarzystwo Językoznawcze, od 1958.
- Wrocławskie Towarzystwo Naukowe, od 1969.
- Polska Akademia Nauk, Komitet Neofilologiczny, od 1969.
- Polskie Towarzystwo Neofilologiczne, od 1981.
- Polskie Towarzystwo Fonetyczne, od 1983.
- Societas Linguistica Europaea, od 1983.
- Stowarzyszenie Germanistów Polskich, od 1984.
- Królewska Akademia Języka i Literatury Niderlandzkiej w Gandawie (Belgia) od 1985.
- Rada Naukowa Instytutu Języka Niemieckiego w Mannheimie (Niemcy) od 1985[3].

## Odznaczenia
- 1974 – Złoty Krzyż Zasługi
- 1977 – Krzyż Kawalerski Orderu Odrodzenia Polski
- 1984 – Odznaka tytułu honorowego „Zasłużony Nauczyciel PRL”
- 1985 – Medal Komisji Edukacji Narodowej
- 1991 – Krzyż Kawalerski Orderu Korony (Belgia)
- 1992 – Krzyż Komandorski Orderu Oranje-Nassau (Holandia)
- 2012 – Krzyż Oficerski Orderu Odrodzenia Polski[3]